# Поремећај интелектуалног развоја
Поремећај интелектуалног развоја претходно ментална ретардација или душевна заосталост је стање заустављеног или непотпуног психичког развоја које се нарочито карактерише поремећајем оних способности које се појављују током развојног периода и које доприносе смањењу општег нивоа интелигенције као што су когнитивне, говорне, моторне и социјалне способности. Може се операционално дефинисати као испод просечан степен развијености интелигенције на стандардизованом индивидуалном тесту интелигенције. Поремећаји се дели у четири категорије: лакши поремећај интелектуалног развоја, умерени поремећај, тешки поремећај. За особе са лаким поремећајем интелектуалног развоја , заједничко је да не могу да похађају редовну школу, да им је говор недовољно развијен и да нису у стању да се самостално брину о себи.
Поремећај погађа око 2-3% опште популације. Седамдесет пет до деведесет посто погођених људи има благи интелектуални инвалидитет. Несиндромски или идиопатски случајеви чине 30-50% ових случајева. Отприлике четвртину случајева узрокују генетски поремећаји, а око 5% случајева наслеђује се од родитеља неке особе. Случајеви непознатог узрока погађају око 95 милиона људи, према подацима из 2013. године.

## Знаци и симптоми
Знаци и симптоми интелектуалне инвалидности  су у понашању. Већина људи с тим тешкоћама не изгледају као да су  погођени таквом променом, посебно ако је инвалидност проузрокована факторима средине, као што су потхрањеност или тровања оловом. Такозвани типски изглед који се приписује особама с интелектуалним потешкоћама присутан је само у мањем броју случајева, од којих су сви синдромски. Деца с интелектуалним потешкоћама могу научити да устају, пужу или да проходају касније од друге деце, или они могу касније научити да говоре. Одрасли и деца с интелектуалним инвалидитетом могу такође испољавати неке или сва следећа обележја:
- Кашњење у развоју оралног језика;
- Дефицити у меморијским вештинама;
- Тешкоће са вештинама решавања проблема;
- Кашњења у развоју адаптивног понашања, као што су вештине самопомоћи или самосталне његе;
- Недостатак социјалних инхибитора;
- Потешкоће учења друштвених правила;

Деца с поремећајем интелектуалног развоја уче спорије него просечно дете. За учење језика им може трајати дуже, развијају социјалне вештине, и брину о својим личним потребама, као што су облачење или јело. Учење им траје дуже, захтевају више понављања, а за вештине може бити да буде неопходно да се оне прилагоде њиховом нивоу учења. Ипак, готово свако дете је у могућности да учи, развија се и постане активан члан заједнице.
У раном детињству, благи поремећај интелектуалног развоја (IQ 50-69) није очигледан и не може бити идентификован док деца не пођу у школу. Чак и када се утврди лош академски учинак, потребна је стручна процена за разликовање благих интелектуалних потешкоћа у поремећајима учења или промена у емоцијама и понашању. Особе са благим менталним поремећајем су способне за учење читања и математике отприлике на нивоу који је нормалан за дете у добу од 9-12 година. Они могу да науче самосталну негу и хигијену и одређене практичне вештине, као што су кување или употреба система градског превоза. Ако особа са интелектуалним потешкоћама доживи одрасло доба, многи успевају да живе самостално и одржавају уносан посао.
Умерени поремећај интелектуалног развоја (IQ 35-49) је готово увек очигледан унутар прве године живота. Кашњење у говору посебно је патогномоничан знак поремећаја умереног степена. Људима са умереним интелектуалним потешкоћама потребна је значајна подршка у школи (било кроз специјалне образовно-васпитне установе, било кроз инклузију), код куће и у заједници, како би у потпуности учествовали у свакодневном животу. Иако је њихов академски потенцијал ограничен, могу научити једноставне вештине одржавања здравља и сигурности и да учествују у једноставним активностима. Као одрасли, они могу да живе са својим родитељима, у домовима за штићенике или чак и полусамостално са значајном подршком, да им се помогне, на пример, управљање њиховим финансијама. Као одрасле особе, они могу радити и у штићеничким радионицама.
Људима са тешком поремећајем интелектуалног развоја потребна је интензивна подршка и надзор читав живот. Они могу научити неке основне свакодневне активности. Неки захтевају бригу неговатеља са пуним радним временом.

## Узроци
Код деце, узрок интелектуалне ометености је непознат у једној трећини до половине случајева. Око 5% случајева је наследно. Генетски дефекти који узрокују интелектуалну ометеност, али нису наследни, могу бити узроковани незгодама или мутацијама у генетском развоју. Примери таквих незгода су развој додатног хромозома 18 (тризомија 18) и Даунов синдром, који је најчешћи генетски. Диџорџов синдром и поремећаји феталног алкохолног спектра су следећи најчешћи узроци. Неки други често примећени узроци укључују:
- Генетски услови. Понекад је инвалидитет узрокован абнормалним генима наслеђеним од родитеља, грешкама када се гени комбинују или другим разлозима као што су де ново мутације у генима које су повезане са интелектуалним инвалидитетом.[13] Најчешћи генетски услови укључују Даунов синдром, Клинефелтеров синдром, Фрагилни Х синдром (често међу дечацима), неурофиброматоза, конгенитални хипотироидизам, Вилијамсов синдром, фенилкетонурија (ПКУ) и Прадер-Вили синдром. Остала генетска стања укључују Фелан-МекДермитов синдром, Моват-Вилсонов синдром, генетску цилиопатију,[14] и Сидериус тип Х-повезан интелектуални инвалидитет узрокован мутацијама гена PHF8.[15][16] У најређим случајевима, абнормалности са X или Y хромозомом такође могу изазвати инвалидитет. Синдром тетразомије Х и пентазомије Х погађа мали број девојчица широм света, док дечаци могу бити погођени 49, XXXXY, или 49, XYYYY. 47, XYY није повезан са значајно смањеним коефицијентом интелигенције, иако погођени појединци могу имати нешто нижи ИК од браће и сестара који нису погођени у просеку.[17][18]
- Проблеми током трудноће. Интелектуални инвалидитет може настати када се фетус не развија правилно. На пример, може постојати проблем са начином на који се ћелије фетуса деле док расте. Трудница која пије алкохол (погледајте поремећај феталног алкохолног спектра) или добије инфекцију попут рубеоле током трудноће такође може имати бебу са интелектуалним инвалидитетом.
- Проблеми при рођењу. Ако беба има проблема током порођаја и порођаја, као што је недостатак кисеоника, може имати сметње у развоју због оштећења мозга.
- Група протеина позната као хистони има суштински део у регулацији гена, а понекад се ови протеини модификују и онемогућени су да правилно раде. Када су погођени гени одговорни за развој неурона, то утиче на мозак и понашање појединца.[19]
- Изложеност одређеним врстама болести или токсина. Болести попут великог кашља, малих богиња или менингитиса могу изазвати интелектуалну онеспособљеност ако је медицинска нега одложена или неадекватна. Изложеност отровима као што су олово или жива такође може утицати на менталне способности.
- Недостатак јода, који погађа око 2 милијарде људи широм света, је водећи узрок интелектуалне инвалидности који се може спречити у областима света у развоју где је недостатак јода ендемичан. Недостатак јода такође узрокује струму, повећање штитне жлезде. Чешћи од потпуног синдрома конгениталног недостатка јода (раније кретенизма), како се назива интелектуална ометеност узрокована тешким недостатком јода, је благо оштећење интелигенције. Становници одређених делова света, због природног недостатка и неактивности владе, тешко су погођени недостатком јода. Индија има 500 милиона људи са недостатком јода, 54 милиона са струмом и 2 милиона са урођеним недостатком јода. Међу другим земљама погођеним недостатком јода, Кина и Казахстан су покренуле широко распрострањене програме јодирања соли. Али, од 2006. године, Русија је престала.[20]
- Неухрањеност је чест узрок смањене интелигенције у деловима света погођеним глађу, као што је Етиопија и нације које се боре са дугим периодима ратовања који ометају пољопривредну производњу и дистрибуцију.[21]
- Одсуство лучног фасцикулуса.[22]
- Штавише, недостатак стимулације сензорних путева код новорођенчади такође може изазвати развојна и когнитивна кашњења.[23]

## Терминологија
Током протекле две деценије, већина адвоката и истраживача у већини земаља енглеског говорног подручја преферира термин интелектуални инвалидитет. У анкети из 2012. на 101 канадском здравственом раднику, 78% је рекло да би користило термин заостајање у развоју код родитеља због интелектуалне ометености (8%). Изрази као што су развојно онеспособљени, специјалне, посебне потребе, или изазвани се понекад користе, али су критиковани због „учвршћивања идеје да људи не могу поштено да се носе са својим инвалидитетом“.
Термин ментална ретардација, који је проистекао из схватања да су таква стања настала као резултат кашњења или заостајања у природном развоју детета, коришћен је у ДСМ-4 Америчког удружења психијатара (1994) и у Светском здравству. МКБ-10 организације (шифре F70–F79). У следећој ревизији, МКБ-11, замењен је термином „поремећаји интелектуалног развоја“ (шифре 6А00–6А04; 6А00.З за „неодређену“ дијагностичку шифру). Термин „интелектуална ометеност (интелектуални развојни поремећај)“ се користи у ДСМ-5 (2013). Термин "ментална ретардација" се још увек користи у неким професионалним окружењима као што су програми државне помоћи или документација здравственог осигурања, где је "ментална ретардација" посебно покривена, али "интелектуална ометеност" није.
Историјски термини за интелектуалну ометеност су на крају постали схваћени као увреда, у процесу који је уобичајено познат као еуфемизација. Термини ментална ретардација и ментално ретардирани постали су популарни средином 20. века како би заменили претходни скуп појмова који су укључивали „имбецил“, „идиот“, „малоумник“, „дебил“ и „морон“, између осталих и сада се сматрају увредљивим. До краја 20. века, ретардација и ретард постају широко схваћени као омаловажавајући, политички некоректни и којима је потребна замена.

## Преглед
Индивидуална варијација ступња интелигенције у људским популацијама привлачи посебну пажњу антрополога многих усмерења у области биолошких, друштвених, медицинских и других наука. Ово квантитативно својство се обично проматра као комплекс способности адаптације, односно сналажења у новонасталим околностима - као способност уочавања битних односа у датој ситуацији, при чему су посебно значајни: разумевање, инвенција, прилагођавање и цензура. Без обзира на ограничене могућности свеобухватног дефинисања интелигенције, она недвојбено представља веома сложени скуп особина и способности међу којима су свакако и брзина расуђивања, учење и памћење, ”слух” за језик и аритметику, уочавање облика, осећање простора и времена, интуиција итд.  Различити елементи интелигенције нису у директној међусобној корелацији, јављају се појединачно или у могућим комбинацијама. Максимуми општих менталних способности код многих особа се никада у потпуности не реализују, па се (у проучавању унутаргрупне варијације) интелигенција често (погрешно) мијеша са образовањем. Остварени степен индивидуалне интелигенције у ствари представља резултанту генетичких и околинских утицаја.
Применом гемелолошког и генеалошког метода, давно је доказано да су многе категорије абнормално ниске интелигенције најчешће наследне. На тој основи је развијена хипотеза да и „нормална” варијација степена интелигенције несумњиво има и своју генетичку основу, да је (релативно узак) распон у људској врсти такође наследан те да је експресија одговарајућег полигенског сета у суштини исте природе као и у контроли морфолошке и биохемијско–физиолошке квантитативне варијације. У већини досадашњих истраживања је констатовано да се херитабилност (h) овог својства креће од око h = 50 преко h = 0,65 до h = 0,85, што значи да око 50%, односно 65% до 85% уочене променљивости одређују наследни фактори. То „наслеђивање интелигенције”, међутим, не значи да су умне могућности сваке људске индивидуе управо толико одређене већ при њеном зачећу, него само описује појаву да ће под истоветним условима живота и образовања посматраних особа у посматраној групи и даље варирати у том обиму.
Будући да је интелигенција компонована од низа одређених способности, логично се претпоставља да поједини гени (различитог реда и ранга) одговарајуће полигенске серије контролишу поједине функције можданих ћелија и њихове везе са сензорним органима и другим деловима нервног система. Такође је несумњиво да у том комплексу делују и додатни гени, укључујући и оне који могу бити у вези са одређеним специјалним способностима (које со манифестују независно од степена интелигенције).
Имајући у виду изложене чињенице, постају јасније и методолошке потешкоће у процени степена интелигенције, посебно када је реч о одраслим особама. Ни једна од прихватљивих мера у овој области, наиме, не може се односити не интелигенцију у целини, ного само на њене парцијално тестиране компоненте. Отуда и потичу и додатни проблеми у проучавању одговарајућих релација, између родитеља и потомака. Без обзира на евидентне недостатке, различити и широко примењивани тестови интелигенције су, ипак, до сада најпримеренији метод процене релативног интелигенцијског капацитета индивидуа. Стандардни тестови (као што су Бине – Симонов, Стенфорд – Бинеов, Пијажеов, Отисов и др) заправо почивају на процени конвенционално одабраних способности деце школског узраста (обично до пуних 16 година).
Посебни тестови су намењени за процену специфичних способности које су неопходне за успешно апсолвирање одређених задатака, послова и професија, а најнепоузданији су досадашњи тестови социјалне интелигенције, возачких предиспозиција, горопадности, интуиције, креативности, оригиналности итд, који се примењују у неким другим областима процене способности. Тестови интелигенције морају бити примерени одговарајућем узрасту, а деле се у две основне категорије – за децу и одрасле. Сви тестови интелигенције деце далеко су поузданији, будући да околински утицаји код одраслих особа на различите начине увелико замагљују ефекте генетички детерминиране интелигенције. Коефицијент интелигенције (IQ) деце до 16 година изражава релативни износ добијене процене у односу на просек генерације (годишта) испитаника.